# Andriej Czekalin
Andriej Michajłowicz Czekalin, ros. Андрей Михайлович Чекалин (ur. w 1903 we wsi Jabłoniewyj Gaj w saratowskiej guberni, zm. ?) – radziecki wojskowy (podpułkownik), oficer Sił Zbrojnych Komitetu Wyzwolenia Narodów Rosji pod koniec II wojny światowej.
W 1914 r. ukończył szkołę wiejską. Na pocz. kwietnia 1922 wstąpił do Armii Czerwonej. Służył jako dowódca plutonu w 94 Pułku Strzeleckim. W 1925 r. ukończył 20 saratowską szkołę piechoty. Następnie służył na różnych stanowiskach dowódczych w 31 Dywizji Strzeleckiej, astrachańskim okręgowym wojenkomacie, 158, 275, 25 Zapasowym, 318 Rezerwowym i 863 Pułkach Strzeleckich. W międzyczasie przeszedł orenburskie kursy kadry dowódczej. Po ataku wojsk niemieckich na ZSRR 22 czerwca 1941 r., w stopniu podpułkownika dowodził 988 Pułkiem Strzeleckim 230 Dywizji Strzeleckiej. W poł. sierpnia tego roku na Ukrainie dostał się do niewoli niemieckiej. Przebywał w różnych obozach jenieckich. Pod koniec 1944 r. wstąpił do nowo formowanych Sił Zbrojnych Komitetu Wyzwolenia Narodów Rosji. Dalsze jego losy są nieznane.